# Michael Jackson
Michael Joseph Jackson (Gary, Indiana, 29 augustus 1958 – Los Angeles, Californië, 25 juni 2009), ook bekend als The King of Pop, was een Amerikaans zanger, danser, componist en filantroop. Hij geldt als een van de succesvolste artiesten ooit en is de meest bekroonde solomuziekartiest ter wereld. Jackson onderscheidde zich door zijn herkenbare stem en zijn typische dansbewegingen.
Jackson stond al op zeer jeugdige leeftijd als lid van The Jackson 5 op het podium en startte als tiener een solocarrière. In het begin van de jaren 80 was hij internationaal een van de grootste popsterren. Hij bereikte zijn grootste succes met het album Thriller, dat met 65 miljoen verkochte exemplaren geldt als het bestverkochte album aller tijden. Jackson heeft wereldwijd tussen 400 en 500 miljoen albums en singles verkocht.
Jackson versterkte zijn muziek en imago met opvallende videoclips, waarin zijn ritmische dansstijl duidelijk tot uitdrukking komt. Een van de bekendste videoclips, die van Thriller, duurt veertien minuten. De clip voor zijn single Scream, een duet met zijn zus Janet Jackson, kostte zeven miljoen dollar. Deze clip houdt sinds 1995 het record voor duurste muziekvideo. Die video, geregisseerd door Mark Romanek, kreeg een MTV Video Music Award in de categorie dance en een Grammy Award voor beste korte video. Karakteristiek voor de muziek van Michael Jackson is zijn stem en de in bijna alle nummers aanwezige sterke baslijn.
Er was niet alleen aandacht voor zijn muziek en dans, maar ook voor zijn nogal excentrieke gedrag. Hij werd dikwijls afgeschilderd als iemand die totaal afgezonderd leefde van de 'grotemensenwereld' en zijn tijd liever met kinderen en dieren doorbracht (het syndroom van Peter Pan). Om die redenen werd Jackson in de media vaak Wacko Jacko genoemd, een naam die hij verafschuwde.
Jackson overleed op donderdag 25 juni 2009, nadat hij rond het middaguur in zijn woning in Los Angeles door een hartstilstand werd getroffen. Hij werd naar het UCLA Medical Center gebracht, waar hij om 14:26 uur lokale tijd (21:26 UTC) op 50-jarige leeftijd dood werd verklaard. De herdenkingsceremonie vond plaats op 7 juli 2009 in Los Angeles. Op donderdag 3 september 2009 is Jackson, 70 dagen na zijn dood, bijgezet in een mausoleum op Forest Lawn Memorial Park in Glendale. Jacksons privéarts, Conrad Murray, werd veroordeeld voor doodslag, wegens onjuiste toediening van medicijnen.

## Carrière

### Vroege jeugd
Michael Joseph Jackson werd geboren op 29 augustus 1958 in de stad Gary in de Amerikaanse staat Indiana. Hij was het achtste kind van Katherine Esther Scruse en staalarbeider Joseph Jackson, die zijn kinderen een strenge opvoeding gaf. Michael groeide nogal beschermd voor invloeden van de buitenwereld op. Hierin speelde het geloof van zijn moeder, die Jehova's getuige was, een grote rol.
Jackson toonde al op zeer jonge leeftijd een groot talent voor muziek en dans. Aanvankelijk vormden de broers Jackie, Tito en Jermaine The Jackson Brothers. Later voegden eerst Marlon en toen Michael zich bij de groep. In 1966 veranderde de groep haar naam in The Jackson 5, waarmee ze in 1968 een contract kregen bij Motown Records. Het gezin verhuist dat jaar naar Los Angeles. De singles I Want You Back, ABC, The Love You Save en I'll Be There werden grote hits. In 1971 verhuizen ze naar het huis Hayvenhurst in de wijk Encino. The Jackson 5, die hun naam later moesten veranderen in The Jacksons, omdat ze van platenlabel wisselden, bleven bestaan tot 1984.

### Solocarrière
Motown zag in Michael Jackson een charismatische zanger en begon hem in 1971 klaar te stomen voor een solocarrière. In 1972 had Jackson zijn eerste nummer 1-hit als soloartiest: de single Ben, het titelnummer van een thriller voor kinderen over een jonge jongen die bevriend raakt met Ben, een rat. Gezien de inhoud van de film was het lied (waarin overigens niet vermeld wordt dat het om een rat gaat) verrassend serieus en sentimenteel.
In 1977 kreeg Jackson een rol in de muzikale film The Wiz waarin hij de rol van vogelverschrikker vertolkte. Hier ontmoette hij producent/componist Quincy Jones en zangeres Diana Ross. Velen, onder wie Jackson zelf, zagen deze film als mislukt. Met Jones produceerde Jackson zijn vijfde soloalbum, getiteld Off the Wall. Het album kwam uit in 1979 en bestond voornamelijk uit opzwepende discopop, vlotte melodieën, en weelderige, sentimentele popballades. Off the Wall bleek een succes en maakte van Jackson een ster. Van het album waren tot juni 2006 ongeveer 20 miljoen exemplaren verkocht. Het nummer Don't Stop 'til You Get Enough had in Nederland het meeste succes, en kwam tot nummer 3 in de hitlijsten.

### Thriller
In 1982 kwam het baanbrekende album Thriller uit, dat opnieuw door Quincy Jones werd geproduceerd. Ten opzichte van Off the Wall was Thriller geraffineerder. The Girl Is Mine, een duet met Paul McCartney, was de eerste hitsingle van het album en werd nummer 2 in de Amerikaanse hitparade. Daarna volgden Beat It en Wanna Be Startin' Somethin', die beiden de nummer 1-positie bereikten.
Opmerkelijk is dat Thriller het bestverkopende album aller tijden geworden is, maar in eerste instantie niet eens uitgebracht zou worden. Op het moment dat Thriller uit zou komen was de muziekindustrie namelijk vanwege de recessie tot een dieptepunt gedaald en daarmee ook de verkoopcijfers van lp's. Jackson wilde dat het album Off the Wall zou overtreffen, maar de producer Quincy Jones zei dat hij blij mocht zijn met verkoopcijfers van rond de vier miljoen, nog minder dan die van Off the Wall. Met de lancering van Thriller werd uiteindelijk de muziekindustrie weer op gang geholpen. Doordat Jackson spectaculaire videoclips bij zijn hits maakte, liepen de verkoopcijfers razend snel. Het werd pas echt een succes tijdens de 25e verjaardag van Motown. Jackson trad samen met z'n broers op en sloot de show af met Billie Jean, waarbij hij voor het eerst de moonwalk liet zien aan de buitenwereld. Deze beweging, waarbij het lijkt alsof iemand vooruit loopt, maar in feite achteruit loopt, werd kenmerkend voor Jackson. Thriller is het bestverkochte album aller tijden geworden met een totale verkoop die tussen 65 en 110 miljoen verkochte exemplaren ligt.
De hits gingen gepaard met opvallende videoclips die het aanzien van muziekvideo's deden veranderen. De clips hadden een duidelijke verhaallijn, iets wat destijds ongebruikelijk was. De clip bij het titelnummer Thriller was tot dan toe de duurste videoclip aller tijden en werd door Jackson zelf betaald.
Voor het album gebruikte Jackson muzikanten met een goede reputatie. Vooral Jeff Porcaro, Steve Lukather, Gregg Phillingaines, David Paich en Steve Porcaro van de groep Toto leverden een belangrijke muzikale bijdrage. Op vrijwel alle nummers bespelen zij de instrumenten. Steve Porcaro schreef Human Nature en samen met Paich en Phillingaines was hij verantwoordelijk voor de arrangementen. Jackson noemde Steve Porcaro "Yada". Yada's zijn de kleine extra geluidjes zoals gebruikt in Thriller en Beat it.

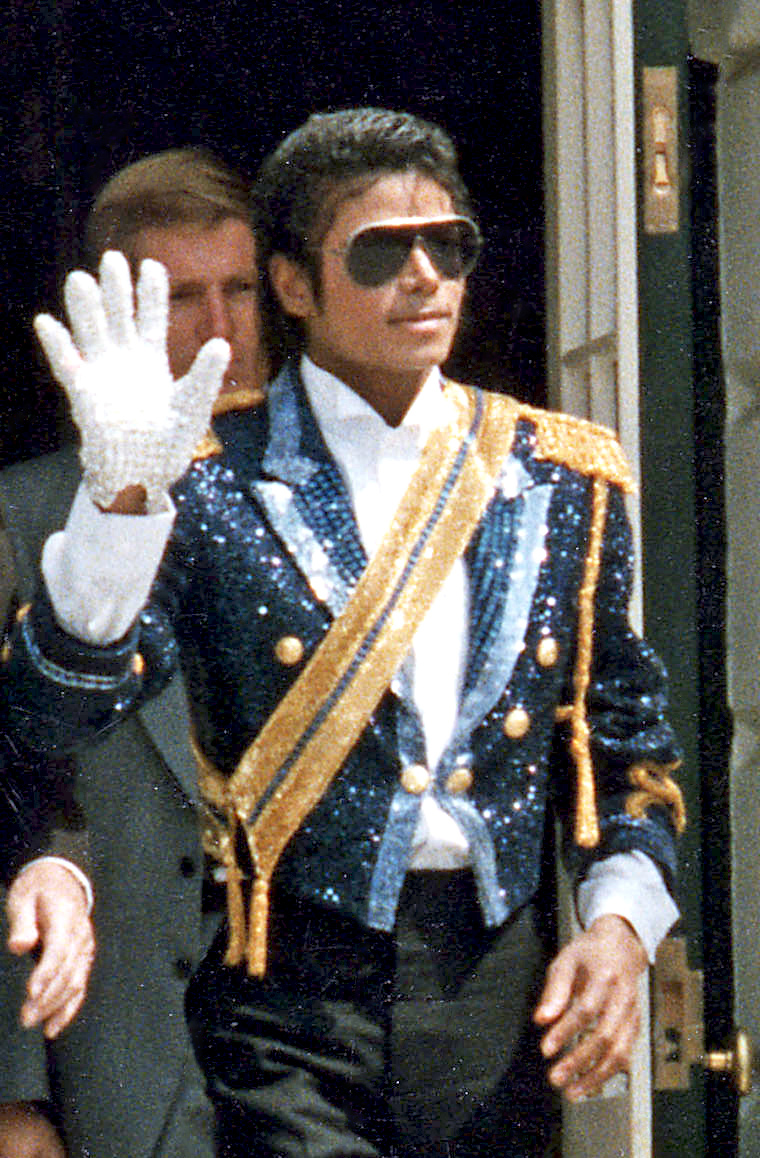
Michael Jackson bij het Witte Huis in 1984

Toen Jackson dreigde te worden uitgesloten uit de gemeenschap van Jehova's getuigen vanwege een aanklacht van occultisme in de videoclip van Thriller, wist hij zijn uitsluiting te voorkomen door hiervoor excuses aan te bieden in Ontwaakt!. Omdat de druk aanhield, trok hij zichzelf in 1987 terug uit de gemeenschap van Jehova's getuigen.
In 1985 schreef hij samen met Lionel Richie het nummer We Are the World voor de hongersnood in Ethiopië. Een grote groep Amerikaanse artiesten verenigde zich onder de naam USA for Africa. Het werd wereldwijd een nummer 1-hit en geldt nog steeds als een van de snelst verkopende platen ooit.

### Bad
Jackson nam lange pauzes tussen albums, omdat hij zichzelf als perfectionist zag. Hij bedacht voor een album vaak meer dan honderd songs, waarvan vervolgens een klein aantal liedjes werd uitgebracht. In 1986 verscheen hij in de 3D-film Captain EO, die exclusief vertoond werd in alle Disneyparken. In 1987 voltooide hij met Quincy Jones zijn studioalbum Bad. Mede dankzij het album Thriller, dat eraan voorafging, veroorzaakte de release van Bad een hoop publiciteit. Met dit album scoorde Jackson vijf nummer 1-hits (te weten I Just Can't Stop Loving You, Bad, The Way You Make Me Feel, Man in the Mirror en Dirty Diana). In Amerika was dit een staaltje dat nooit eerder vertoond was. In Nederland bereikten I Just Can't Stop Loving You, Bad en Smooth Criminal de eerste plaats. Jackson maakte op dat moment de meest grootschalige en meest lucratieve tournee aller tijden, met diverse optredens op alle continenten op Afrika na. Toch was het succes van Bad niet te vergelijken met dat van Thriller. Er zijn anno 2012 zo'n 45 miljoen exemplaren van verkocht. Toch is Bad daarmee het op vijf na best verkochte album aller tijden.

### Dangerous
Jackson nam weer een lange pauze voordat hij zijn volgende album zou uitgeven, waardoor de media zich steeds meer op zijn excentrieke trekken gingen concentreren. Jackson kreeg de door hemzelf verafschuwde bijnaam Wacko Jacko. Eind 1991 volgde het album Dangerous. Het album kwam op nummer 1 de albumhitlijsten binnen en werd in veel landen het snelst verkopende album aller tijden. De single Black or White werd eveneens een grote hit. De eerste uitzending trok een recordbrekend aantal kijkers met een aantal van 500 miljoen. Jackson streefde met de videoclip van het lied naar controverse; in de clip was er, nadat het lied zelf was afgelopen een lange dansscène waarin Jackson schreeuwde en agressief gedrag vertoonde. Dit terwijl het lied zelf over harmonie tussen mensen met verschillende huidkleuren ging. Jackson werd bekritiseerd voor het (in de ogen van velen) ongepaste geweld en het slechte voorbeeld dat hij de jonge generatie gaf. Toch bleef een grote rel uit, voornamelijk doordat begin 1992 Nirvana met Nevermind kwam, een album dat Dangerous naar de achtergrond verdreef. Er volgden nog veel hits die afkomstig waren van het album Jam, Remember the Time, Heal the World en In the Closet. Na een spraakmakend interview in 1993 met Oprah Winfrey, het op twee na meest bekeken televisieprogramma in de Amerikaanse geschiedenis, kwam het album opnieuw hoog in de hitlijsten. In totaal werden er 32 miljoen exemplaren van verkocht. Dit is het op een na bestverkopende album van Jackson.

### HIStory
In 1995 keerde Jackson terug in de popmuziek met de dubbel-cd HIStory: Past, Present and Future, Book I, bestaande uit een cd met zijn grootste hits en een cd met nieuw materiaal. Het album debuteerde op nummer 1, en in totaal werden er 36 miljoen albums verkocht. Dit is een stuk meer dan zijn voorafgaande album. Uiteindelijk werd het ook de bestverkochte dubbel-cd ooit. Scream, een duet met zijn zus Janet, werd een hit en kwam voor het eerst als eerste single vanuit het niets de top-5 binnen in de Amerikaanse hitparade. De wereldtournee HIStory World Tour die hierop volgde bracht hem vijf keer in de Amsterdam ArenA.
Jackson leek zijn status als "The King of Pop" te gebruiken voor de presentatie van zijn muziek: op de albumhoes van HIStory staat een standbeeld van hem afgebeeld, en bij de Brit Awards in 1996 ging hij volgens de pers gekleed als een messias.

### Blood on the Dance FloorenInvincible
In 1997 verschijnt een volgend album Blood on the Dance Floor: HIStory in the Mix. Dit album werd gezien als een vervolg van HIStory omdat het slechts vijf nieuwe nummers bevatte. De rest van de cd was een remix van de successen van HIStory. Het album verkocht wereldwijd zes miljoen exemplaren en is daarmee het bestverkochte remixalbum aller tijden. De single Blood on the Dance Floor werd in Europa een groot succes met een nummer 1-positie in Engeland en in Nederland een vierde plaats in de top-40. Daarentegen sloeg het album in de Verenigde Staten nauwelijks aan.
Jackson gaf een aantal grote concerten en kwam in 2001 met een nieuw album met volledig nieuw materiaal, getiteld Invincible. Het album debuteerde op nummer 1 in de hitparade en werd dubbel platina. Op het album zette Jackson zijn populaire stijl van dance-pop voort, hetgeen resulteerde in een reeks opzwepende nummers. De eerste single You Rock My World deed het goed met een derde plaats in de top 40 en een tiende plaats in Amerika. In de video was een groot scala aan bekende acteurs te zien onder wie Michael Madsen, Chris Tucker en Marlon Brando. In 2002 ontstond een vete tussen Jackson en zijn label Sony. Jackson beschuldigde Sony ervan dat zij hem hadden willen dwingen 200 miljoen dollar aan promotiekosten te betalen. De ruzie uitte zich op verschillende manieren: Jackson ging op pad en hield verschillende toespraken en Sony besloot geen singles meer uit te brengen van het album. De vete werd gesust: Tommy Mottola, de voormalige directeur van Sony Music, is weg bij het bedrijf. Vanwege de ruzie werd het album Invincible nauwelijks gepromoot. Desondanks werden er bijna twaalf miljoen exemplaren van verkocht.

### Visionary
In februari 2006 verscheen de boxset Visionary: The Video Singles. De boxset is een verzameling van de twintig grootste hitsingles van Jackson. Elke week werd er een nieuwe single uitgegeven, waardoor het kon gebeuren dat hij op 3 april op nummers 1, 2, 3, 4 en 7 in de Spaanse hitlijsten stond.
Jackson nam op 14 november 2006 acht prijzen in ontvangst op het hoofdkantoor van het Guinness Book of Records. Hij is onder andere de artiest met het hoogste aantal verkochte albums en singles: meer dan 350 miljoen. Van Thriller zijn meer dan 109 miljoen albums verkocht. In de top 10 staan ook andere albums van hem, onder meer Bad en Dangerous. Op 15 november nam hij in Londen de Diamond Award in ontvangst, voor ruim 100 miljoen verkochte albums. Ondanks voorafgaande geruchten trad The King of Pop tijdens het evenement niet op. In plaats daarvan stond hij op het podium, terwijl achter hem een koor het nummer We Are the World zong.

### Thriller 25
In 2008 verscheen vanwege de vijfentwintigste verjaardag van het album Thriller, een speciale uitgave onder de titel Thriller 25. Op het album staan negen originele nummers van Thriller, met daaraan vijf nieuwe uitvoeringen toegevoegd van Beat It, Wanna Be Startin' Somethin', Billie Jean, The Girl Is Mine en P.Y.T. (Pretty Young Thing). Op het album staat ook For All Time, dat stamt uit de tijd van Dangerous maar niet op het album kwam. De nieuwe uitgaven betreffen oude nummers, nu in samenwerking met nieuwe artiesten waaronder will.i.am en Kanye West. Het album werd op 11 februari uitgegeven.

### This Is It
Op donderdag 5 maart 2009 hield Jackson een persconferentie waarin hij aankondigde in juli van dat jaar in Londen een reeks concerten te gaan geven met de naam This Is It. Dit zouden zijn afscheidsconcerten zijn. De concerten zouden plaatsvinden in de O2 Arena, vanaf 13 juli 2009. AEG Live, zoals het promotiebedrijf dat de optredens organiseert heet, was ook met de zanger in gesprek over het uitbrengen van nieuwe muziek.
De concerten gingen op 11 maart in de verkoop en waren binnen enkele minuten uitverkocht. Daarna werd de reeks concerten uitgebreid naar vijftig shows, waarmee hij het record van Prince uit 2007 verbroken zou hebben. De optredens gingen uiteindelijk niet door vanwege Jacksons dood.
This Is It werd ook de titel van een single en een album die eind 2009 verschenen. Platenmaatschappij Sony bracht de single This Is It uit op 12 oktober 2009, het album This Is It twee weken later. In diezelfde maand, op 28 oktober 2009, kwam ook de film Michael Jackson's This Is It uit.

### Michael
Michael is een postuum album van Jackson dat meer dan anderhalf jaar na zijn dood werd uitgegeven. Er staan tien liedjes op die Jackson opnam voor zijn dood, onder andere Hold my hand en (I Can't Make It) Another Day. Hold my hand is een nummer met Akon en werd als eerste uitgebracht als single. Omdat de familie van Jackson zegt dat er slechts enkele nummers van hemzelf op staan, wordt eraan getwijfeld of alle nummers op het album door hem worden gezongen. Het album kwam op 10 december 2010 uit in Nederland en België. Het album werd op de eerste dag al meer dan 30 duizend keer verkocht in Nederland, bereikte daarmee direct de gouden status en stond nummer 1 in de Nederlandse albumnotering. In Vlaanderen bereikte het album de eerste week plaats 4. Na enkele weken behaalde het album in Vlaanderen platina.
In februari 2011 verschenen de singles Hollywood Tonight en Behind the Mask.

### Bad 25
Bad 25 is een nieuwe versie van het origineel uit 1987. Net zoals Thriller 25 komt deze cd uit omdat de desbetreffende cd precies 25 jaar bestaat. De release van deze box was op 18 september 2012. In de box zitten drie cd's en 1 dvd. Op de cd's staan de originele nummers van Bad, en op de andere remixen, demo's en nooit eerder uitgebrachte nummers die oorspronkelijk voor Bad waren opgenomen. Justin Timberlake zong mee op het album. De dvd is ook apart verkrijgbaar.

## Privéleven

### Excentriek

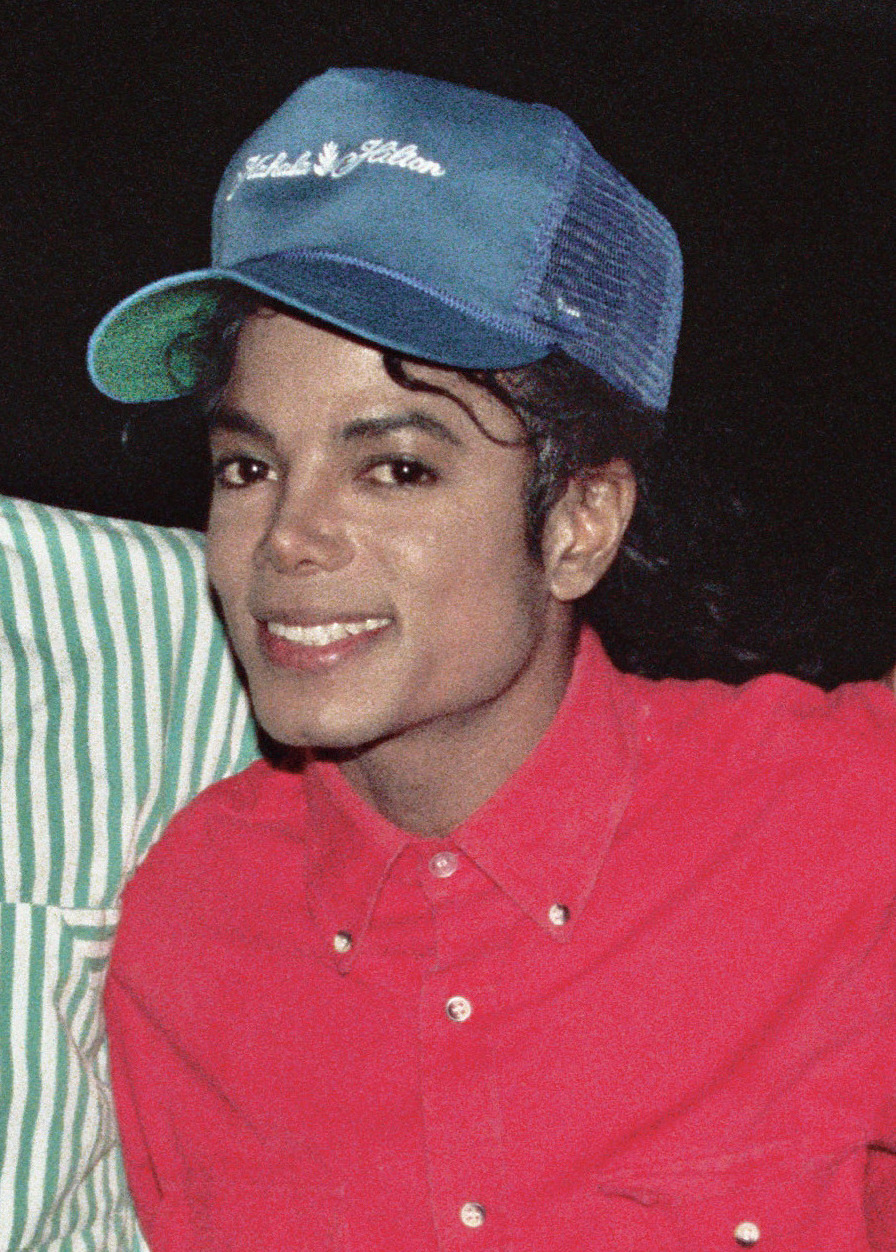
Jackson in 1988

Langzaam maar zeker ontstonden steeds meer geruchten over het privéleven van Jackson. Zijn schuchterheid en tegenzin om interviews aan te gaan, waren een extra stimulans voor wilde speculaties.
Jackson kocht een grote boerderij met de daarbij behorende ranch in Californië, die hij Neverland Ranch noemde. De boerderij werd omgebouwd tot een groot pretpark met dierentuin en kinderattracties. Hij heeft ook een chimpansee genaamd Bubbles gehad.
Ondertussen werd er door sommige media beweerd dat Jackson hormoonbehandelingen had ondergaan om de hoge, flexibele stem van zijn jeugd te behouden (overigens een medische onmogelijkheid); anderen beweerden dat hij het skelet van Joseph Merrick (de 'Elephant Man') gekocht had.
Veel speculaties hebben betrekking op zijn uiterlijk. Zelf beweerde hij slechts twee neuscorrecties te hebben gehad, terwijl er in de biografie over Jackson door de schrijver (J. Randy Taraborrelli) gesproken wordt over vier neuscorrecties. Verder beweerde Jackson zelf geen wijzigingen aan zijn jukbeenderen, ogen, lippen of kin te hebben ondergaan. Deze bewering leidde vaak tot ongeloof en kritiek. In de zwarte gemeenschap deden geruchten de ronde dat Jacksons steeds lichter wordende huidskleur het bewijs was dat hij zijn gezicht had laten bleken om zijn etnische achtergrond te verbergen. Jackson verklaarde echter tijdens een interview met Oprah Winfrey in 1993 dat hij de huidaandoening vitiligo heeft. Bij deze ziekte verdwijnt alle pigment uit (delen van) de huid, waardoor witte vlekken ontstaan en blootstelling aan direct zonlicht makkelijk tot verbranding leidt. In Jacksons privédomein zou een crème zijn gevonden die de huid lichter moet maken. Het is niet duidelijk of de crème van Jackson is geweest, maar volgens velen zou Jackson hem hebben gebruikt om de overgebleven donkere delen van zijn huid te verbleken om zijn ziekte minder te laten opvallen.

### Sportbestuurder

Michael Jackson met zijn zoon Prince Michael II in Disneyland Parijs in 2006

In 2002 werd Jackson door zijn vriend Uri Geller, die tevens mede-eigenaar is van de Engelse voetbalclub Exeter City FC, uitgenodigd om plaats te nemen in het bestuur van de club. Hoewel Jackson als bestuurslid geen voetbalkennis had, mocht hij toch meebeslissen over transfers, meereizen met de spelersbus naar uitwedstrijden en ontving hij jaarstukken van de club. De zanger heeft echter nooit van een van zijn rechten gebruikgemaakt. Op 14 juni 2002 heeft Jackson het St. James' Park één keer bezocht. Hoewel zijn komst aangekondigd was in de lokale pers, was er een lage opkomst fans en bezoekers. Men was ervan overtuigd dat het om een grap ging. Officieel bleef Jackson deze functie bij The Grecians bekleden tot zijn dood.

### Huwelijken en kinderen
Jackson trouwde in 1994 met Lisa Marie Presley, de dochter van Elvis Presley. Na minder dan twee jaar werd de scheiding aangevraagd.
Eind 1996 trouwde Jackson met Debbie Rowe, een verpleegster. Het paar kreeg twee kinderen, zoon Michael Joseph Jackson Jr (Prince Jackson), en dochter Paris-Michael Katherine Jackson (Paris Jackson). Eind 1999 gingen Jackson en Rowe uit elkaar.
Later kreeg Jackson een tweede zoon, Prince Michael II, met als koosnaam 'Blanket', die zich tegenwoordig Bigi Jackson noemt. De naam van de moeder is niet bekendgemaakt.

### Vriendschappen met minderjarige jongens
Jackson heeft, met goedvinden van de ouders, soms intensieve vriendschappen gehad met diverse minderjarige jongens. Meermalen ging een van zijn beste jonge vrienden ook mee op een internationaal tournee. Vaak kon iedereen dan zien dat ze hand in hand liepen, en verscheen de jongen samen met Jackson voor Jacksons hotelraam als die van daar de fans begroette. Verder kwamen ze vanaf 1990 ook vaak op zijn landgoed Neverland. Hij sliep dan vaak met zo'n jongen in dezelfde kamer, en ook wel in hetzelfde bed. De meesten hebben verklaard dat er niets ongepasts gebeurde, maar er zijn ook verschillende beschuldigingen van seksueel misbruik.
Jackson was onder anderen bevriend met minderjarigen zoals kindster Emmanuel Lewis, Jonathan Spence, Sean Lennon en kindster Macaulay Culkin.
James (ook Jimmy genoemd) Safechuck (geboren 28 februari 1978) was bevriend met Jackson vanaf 1987, toen Safechuck acht jaar was. Ze leerden elkaar kennen doordat beiden in een reclamefilmpje voor Pepsi-Cola speelden. Jackson kwam vaak op bezoek bij het gezin Safechuck (dat in de buurt van Los Angeles woonde), en James kwam ook op bezoek bij de familie Jackson in Hayvenhurst. Hij ging met Jackson mee op de Bad-tournee vanaf Parijs in juni 1988, om samen met Jackson op te treden. Safechuck zegt dat hij vanaf toen, toen hij 10 was, tot zijn veertiende seksueel misbruikt is door Jackson. In 1993 getuigde Safechuck in de zaak Chandler voor Jacksons verdediging. In 2005 weigerde hij dat echter ondanks aandringen van Jackson in de zaak Arvizo; hij wilde sowieso niet nog eens in zo'n kwestie in de schijnwerpers komen te staan. Dat was volgens Safechuck de laatste keer dat ze elkaar spraken. Na het in 2013 in het nieuws vernemen van de zaak Robson, en psychotherapie, besloot hij in 2014 toch om zich in die zaak bij Robson aan te sluiten.
Wade Robson (geboren 17 september 1982) en Jackson kwamen met elkaar in contact in november 1987, toen Robson vijf jaar was en in zijn woonland Australië, dat Jackson op zijn Bad-tournee aandeed, een danswedstrijd voor kinderen won waarbij de deelnemers een dans van Jackson nadeden. In 1993 getuigde Robson als 11-jarige in de zaak Chandler voor Jacksons verdediging, en ook bij het Arvizo-proces in 2005, toen hij 22 was, en nog steeds met Jackson bevriend was. Hij verklaarde dat hij tot zijn veertiende veel met Jackson in hetzelfde bed had geslapen, maar dat er tussen hen niets ongepasts had plaatsgevonden.
Sinds 2013 beweerde Robson echter vanaf zijn zevende (begin 1990) tot zijn veertiende (ongeveer 1996) iedere dag dat ze samen waren en de gelegenheid zich voordeed door Jackson seksueel misbruikt te zijn. Hij diende in april 2013 een claim in (waar Safechuck zich in 2014 bij aansloot, zie ook boven) tegen de erven Jackson met betrekking tot schade die door Jackson veroorzaakt zou zijn, maar voor een dergelijke claim was de termijn verstreken. Ze dienden ook een schadeclaim in tegen MJJ Productions, Inc. and MJJ Ventures, Inc., met betrekking tot schade die door deze bedrijven veroorzaakt zou zijn. Los van de vraag of er seksueel misbruik was geweest werd die afgewezen omdat Jackson eigenaar en (destijds) enig bestuurder van de genoemde bedrijven was, waardoor deze geen feitelijke macht over hem hadden en daarom niet verantwoordelijk zouden zijn voor eventueel gepleegd misbruik. Ze gaan in hoger beroep.
In de film Leaving Neverland (2019) doen Robson en Safechuck hun verhaal.
Brett Barnes (geboren in 1982) was met Jackson bevriend sinds 1991 als 9-jarige jongen. Hij ging mee op de Dangerous-tournee. Barnes heeft voorafgaande aan de uitzending door HBO van de film Leaving Neverland formeel van HBO geëist dat zijn naam en beeltenis uit de film verwijderd zou worden, omdat de film zou suggereren dat Barnes als "opvolger" van Robson destijds als minderjarige door Jackson seksueel misbruikt zou zijn. HBO heeft dit geweigerd.
Drie broers, Frank, Eddie en Dominic Jr. Cascio (en hun ouders), waren bevriend met Jackson sinds midden jaren 80; Frank, de oudste, vanaf zijn vijfde. In 1993 bezochten ze de ranch Neverland voor het eerst. Frank Cascio werd in 1999 op 19-jarige leeftijd Jacksons persoonlijke manager (en noemde zich in die functie Frank Tyson) tot 2003. In de Arvizo-zaak van 2003 werd hij aangemerkt als unindicted co-conspirator: iemand die zou hebben deelgenomen aan een samenzwering waarvoor voorlopig alleen Jackson vervolgd werd. Er ontstond verwijdering tussen hem en Jackson toen, volgens Frank, Jacksons advocaat ervoor koos om Frank niet als getuige op te roepen, en Jackson dacht dat hij dat had geweigerd. Frank schreef het boek My friend Michael.
In 1993 werd Jackson ervan beschuldigd een 13-jarige jongen, Jordan Chandler, die meerdere keren op Neverland was geweest, seksueel misbruikt te hebben. De politie deed huiszoeking, onder meer op Neverland. Jackson schikte de gerelateerde civiele zaak met betaling van een aanzienlijk bedrag aan de familie van Chandler. Velen zagen dit als een schuldbekentenis. Er kwam geen strafproces.
Michael Jacobshagen was bevriend met Jackson en ging als 14-jarige mee op de History-tournee door Europa in 1996-1997. Hij schreef later het boek Will you be my friend: Michael Jackson, waarin hij erg positief over hem was. In 2019 was hij kritischer: er was weliswaar geen expliciete seks, maar Jackson had volgens hem wel seksuele intenties. Jacobshagen wordt beschuldigd van het te koop aanbieden van vervalste Jackson-memorabilia.
Begin 2003 werden enkele uitspraken van Michael Jackson in de documentaire Living with Michael Jackson van Martin Bashir over het onschuldige karakter van het delen van het bed met een (minderjarige) jongen door velen uitgelegd als een bekentenis van de aanklacht uit 1993. Michael Jackson zelf, en zijn adviseurs, ontkenden dit en stelden dat de uitspraken uit hun verband waren gerukt en dat Bashir de uitspraken zou hebben uitgelokt. In een 'tegendocumentaire' Take two: The footage you were never meant to see, die opnames bevatte die met een camera van de zanger zelf waren gemaakt tijdens Bashirs interviews, werd de kant van Jackson belicht.
Als gevolg van de documentaire deed de politie op 18 november 2003 opnieuw huiszoeking, onder meer op Neverland. Op 20 november 2003 werd een nieuw arrestatiebevel tegen Jackson uitgevaardigd. Hij werd beschuldigd van seksueel misbruik van de toen 13-jarige jongen Gavin Arvizo, die in de documentaire te zien is. Daarop meldde Jackson zich bij de politie van Santa Maria in Californië. Hij moest een borgsom van drie miljoen dollar betalen om te voorkomen dat hij in hechtenis zou worden genomen. Ook moest hij zijn paspoort inleveren. Op 13 juni 2005 werd Jackson door de jury vrijgesproken. De jury achtte alle tien ten laste gelegde feiten ongegrond. Gavin Arvizo ontmoette Jackson voor het eerst in 2000.
Omer Bhatti, een Noor van Pakistaanse afkomst, was met Jackson bevriend van zijn elfde (1996) tot Jacksons dood, toen Bhatti 24 was. Het gezin Bhatti kwam op Neverland wonen. Later bleef alleen Omer bij Jackson wonen, en ging de rest van het gezin terug naar Noorwegen. Zo vormden Jackson, Bhatti en Jacksons drie kinderen samen een soort gezin. Ook nadat Jackson vertrok uit Neverland ging Bhatti mee, naar onder meer Bahrein en Ierland, met onderbrekingen waarin Bhatti in Noorwegen verbleef. Bij Jacksons uitvaart zat hij op de eerste rij, bij de familie. Hij heeft nog steeds een goed contact met Jacksons familie en kinderen.

### Andere bekritiseerde kwesties
Op 20 november 2002 hield Jackson zijn 11 maanden oude zoontje Prince Michael II met één hand over de rand van het balkon van Hotel Adlon in Berlijn, naar eigen zeggen 'slechts om zijn kind te laten zien'. Beelden hiervan gingen de wereld rond.
In 2006 werd Jackson ervan beschuldigd dat hij zijn Neverland Ranch verwaarloosde en de werknemers niet meer betaalde. Na onderzoek bleken de ranch en zijn dieren in goede conditie te zijn. In maart 2006 sloot hij het complex gedeeltelijk, betaalde de achterstallige lonen en ontsloeg de werknemers, waarvan sommigen al meer dan tien jaar op de ranch werkten. Jackson verbleef sindsdien regelmatig in de Arabische Golfstaat Bahrein.

### Overlijden
Jackson huurde vanaf 2009 een villa in Los Angeles, op de 100N Carolwood Drive in de wijk Holmby Hills, waar hij zich voorbereidde op de concertreeks die hij vanaf 13 juli 2009 in Londen zou geven.
Op 25 juni 2009 werd Jackson rond het middaguur in zijn huis getroffen door een hartstilstand. Om 12.21 uur (lokale tijd) werd door een medewerker van Jackson het alarmnummer 911 gebeld, daarbij meldend dat de zanger niet meer ademde. Een team van brandweerlieden dat in de buurt was, probeerde Jackson in zijn woning te reanimeren. Hij werd vervolgens naar het UCLA Medical Center gebracht, op zes minuten afstand van zijn huis in Holmby Hills. Volgens een eerste verklaring van zijn vader, die zich in Las Vegas bevond, had Jackson een hartaanval gehad en was hij er niet best aan toe. Rond 15.20 uur meldden de Los Angeles Times en Associated Press op basis van een anonieme bron in het ziekenhuis dat Jackson zou zijn overleden. Ondertussen werden verschillende familieleden van Jackson bij het ziekenhuis gesignaleerd, waaronder zijn moeder Katherine.
Om 16.30 uur citeerde CNN de lijkschouwer van Los Angeles, die verklaarde dat het overlijden van Jackson om 14.26 uur was vastgesteld. Dit werd later in een korte persconferentie bevestigd door zijn broer Jermaine Jackson. Volgens Jermaine arriveerde zijn broer om 13.14 uur in het ziekenhuis en heeft een team van dokters vervolgens ruim een uur geprobeerd de hartslag weer op gang te brengen. Na het bekend worden van het nieuws verzamelde zich een grote menigte bij het UCLA Medical Center, waarna de politie de omgeving van het ziekenhuis afzette. Ook bij zijn woning verzamelden zich belangstellenden. De familie heeft een tweede autopsie op het lichaam laten uitvoeren.

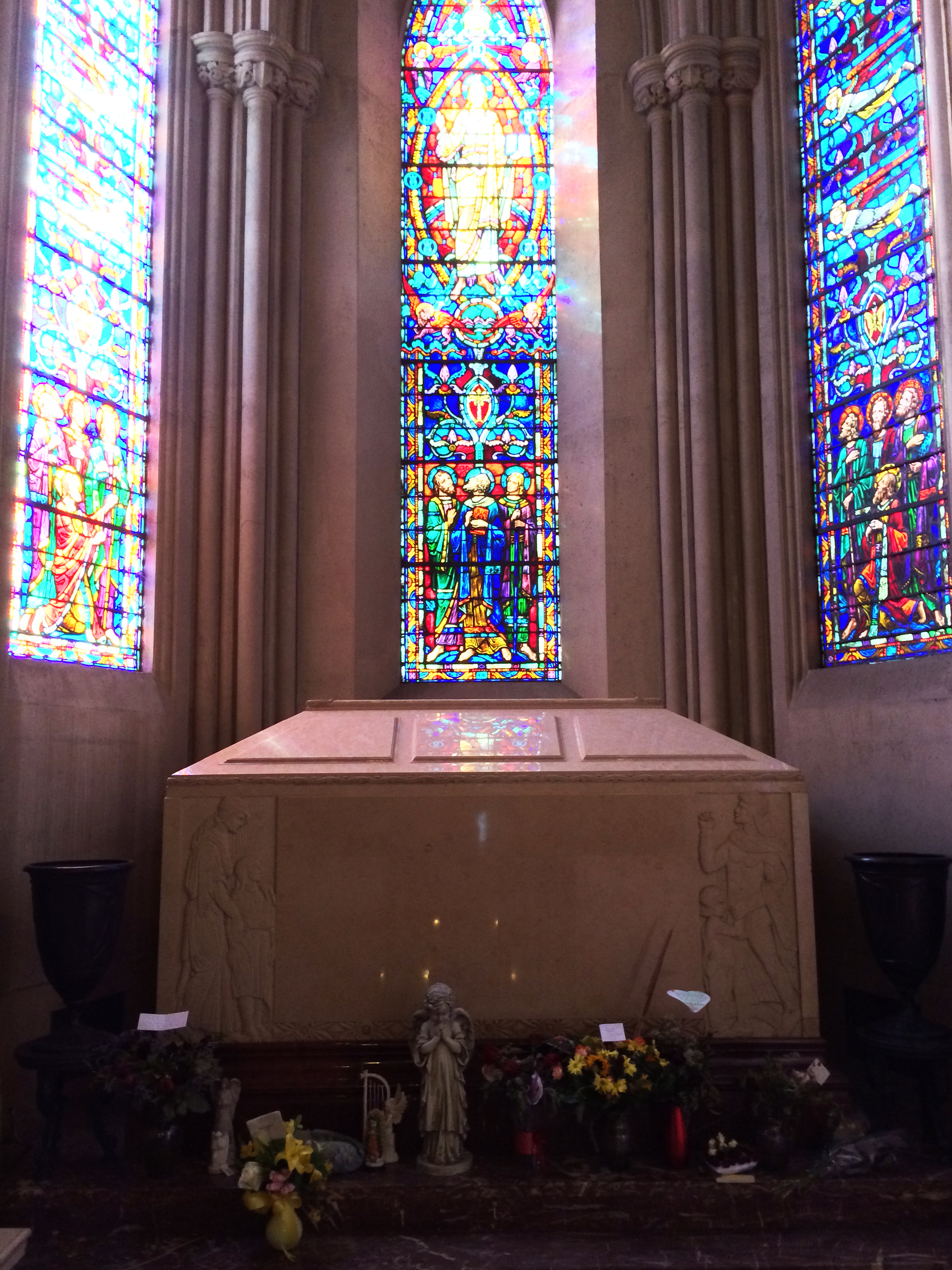
Jacksons graf op Forest Lawn Memorial Park

Rondom de begrafenis ontstond aanvankelijk wat verwarring. Eerst werd bekendgemaakt dat Jackson op 7 juli 2009 op zijn ranch Neverland begraven zou worden. Later werd de begraafplaats Forest Lawn in Los Angeles genoemd. De familie zou de voorkeur gehad hebben voor 29 augustus, de geboortedag van Jackson, waarop hij 51 zou zijn geworden. Later werd bekendgemaakt dat Forest Lawn niet de laatste rustplaats van Jackson zou zijn. Er werd gedacht dat het lichaam zich in het mausoleum van Berry Gordy, de oprichter van Motown bevond, maar dit is ontkend door een medewerker van Gordy. Uiteindelijk werd de popster op 3 september 2009 toch begraven op Forest Lawn.
Op 7 juli 2009 werd een herdenkingsceremonie gehouden in het Staples Center in het centrum van Los Angeles. 11.500 entreetickets werden verloot onder de fans. Bekende artiesten als Stevie Wonder, Lionel Richie, Mariah Carey, John Mayer en Jennifer Hudson traden op. Ook pastors, een woordvoerder van het Huis van Afgevaardigden en de familie van Jackson verschenen op het podium. De kinderen van Jackson waren aanwezig en dochter Paris sprak enkele emotionele afscheidswoorden.
Over de exacte oorzaak van de hartstilstand werd lange tijd gespeculeerd. Op 24 augustus 2009 werd door Lakshmanan Sathyavagiswaran, de arts die de autopsie uitvoerde op het lichaam van Jackson, officieel vastgesteld dat de hartstilstand die Jackson fataal werd te wijten was aan een overdosis propofol. Jacksons privéarts, Conrad Murray, is veroordeeld voor doodslag, daar hij deze overdosis zou hebben toegediend. Op 29 november 2011 bepaalde rechter Pastor dat Murray de maximale straf voor dit delict, namelijk vier jaar gevangenisstraf, krijgt. Murray werd direct in hechtenis genomen, zonder borg. Op 23 januari 2011 werd in een zitting bepaald welk bedrag Murray als schadevergoeding aan de familie Jackson moest voldoen. In december 2011 tekende Murray hoger beroep aan tegen de uitspraak. In oktober 2013 werd hij vrijgelaten.
De dood van Jackson wordt vaak vergeleken met de dood van Elvis Presley, die ook stierf aan een overdosis medicijnen. Over beide artiesten loopt overigens het gerucht dat ze hun dood in scène gezet hebben. Jackson had vaak gevreesd voor een gelijkaardige dood.

## Invloed

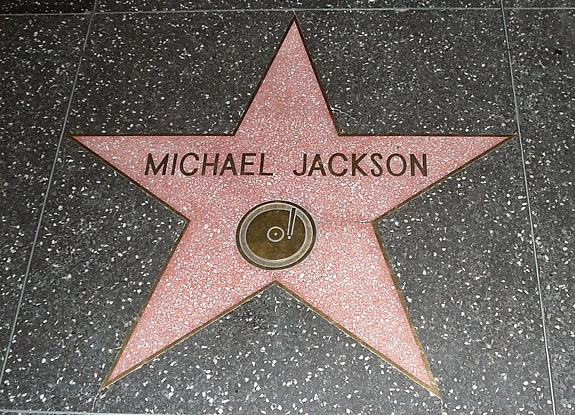
Jacksons ster op de Hollywood Walk of Fame

De succesvolle carrière van Jackson heeft hem deel gemaakt van de popcultuur. Sinds 1984 bezit de zanger een ster op de Hollywood Walk of Fame. Hij doorbrak raciale barrières en was een pionier in het ontwikkelen van de videoclip. Het werk van Jackson beïnvloedt vele artiesten.
Gedurende zijn carrière ontving hij veel prijzen, waaronder de World Music Award voor de bestverkopende mannelijke popartiest van het millennium en de American Music Award voor artiest van de eeuw. Ook is hij twee keer te vinden in de Amerikaanse "Rock and Roll Hall of Fame": als lid van de Jackson 5 sinds 1997 en als soloartiest sinds 2001. Hij is in het bezit van acht Guinness World Records, vijftien Grammy Awards en zes nummer 1-hits in de Nederlandse Top 40, waarmee hij op een gedeelde vierde plaats aller tijden staat.

### Videoclips
Jackson veranderde de videoclip in een kunstwerk door verhalen, danspasjes, special effects en bekende mensen toe te voegen. De populariteit van clips voor bijvoorbeeld 'Beat It en Billie Jean zorgden voor de opkomst van muziekzender MTV. De relatief jonge zender kon met Jackson niet meer om het succes van R&B heen, en begon meer clips uit dat genre uit te zenden. Van een videoclip een korte film maken, zoals gebeurde met onder meer Thriller, werd een handelsmerk van Jackson, terwijl het dansen met een grote groep, zoals in Beat It veelvuldig werd geïmiteerd. De dans uit Thriller is bekend over de hele wereld. In een gevangenis in de Filipijnen studeerden gedetineerden de dans in. De video werd op Youtube gezet en wordt nu beschouwd als internetfenomeen.
Voorafgaand aan het grote succes van Thriller had Jackson moeite in beeld te komen bij MTV, omdat hij een Afro-Amerikaan was. In een poging Jackson de lucht in te krijgen zette Columbia Records' president Walter Yetnikoff de zender onder druk door te zeggen dat hij "de zender geen andere videoclips meer zou geven" en naar de media zou stappen met "het verhaal dat de zender de muziek van deze zwarte niet wilde spelen". Na dit dreigement ging MTV clips als Billie Jean wel uitzenden. Toen de 14 minuten durende clip van Thriller uitkwam, speelde MTV hem twee keer per uur. Tegenwoordig wordt deze "korte film" vaak de beste videoclip aller tijden genoemd.
Het nummer Scream van Michael en zijn zus Janet werd de duurste videoclip ooit.

## Filmografie

### Video's
| Naam                                                          | VHS  | Dvd        | Blu-ray |
| ------------------------------------------------------------- | ---- | ---------- | ------- |
| The Wiz                                                       | 1979 | 1999, 2008 | 2010    |
| Making of Thriller                                            | 1983 | –          | –       |
| Motown 25: Yesterday, Today, Forever                          | 1985 | –          | –       |
| We Are the World - The Video Event                            | 1985 | –          | –       |
| Captain EO                                                    | 1986 | 2009?      | –       |
| The Legend Continues                                          | 1988 | –          | –       |
| Bad Tour: Brisbane Live 1987                                  | 1988 | 2003       | –       |
| Michael Jackson: Moonwalker                                   | 1988 | 2009       | 2010    |
| Dangerous - The Short Film                                    | 1993 | 2001       | –       |
| Grammy's Greatest Moments Volume I                            | 1994 | –          | –       |
| HIStory on Film Volume I                                      | 1995 | 2001       | –       |
| HIStory on Film Volume II                                     | 1997 | 2002       | –       |
| Michael Jackson's Ghost                                       | 1997 | ?          | –       |
| Coffret Collector Ghosts                                      | 1997 | –          | –       |
| Men in Black II                                               | –    | 2002       | –       |
| Number Ones                                                   | –    | 2003       | –       |
| Dangerous Tour in Bucharest (The Ultimate Collection Version) | –    | 2004       | –       |
| The One                                                       | –    | 2004       | –       |
| We Are the World: The Story Behind the Song Special Edition   | –    | 2005       | –       |
| Dangerous Tour in Bucharest                                   | –    | 2005       | –       |
| The Story of Michael Jackson                                  | –    | 2008       | –       |
| Thriller (25th Anniversary) + cd                              | –    | 2008       | –       |
| Michael Jackson's The Earth's Songs                           | –    | –          | 2009    |
| Michael Jackson's This Is It                                  | –    | 2009       | 2009    |
| Who Killed the King of Pop                                    | –    | 2010       | –       |
| Michael Jackson's Vision                                      | –    | 2010       | –       |

## Games
| Titel                                           | Uitgave   | Verkrijgbaar op                                                      |
| ----------------------------------------------- | --------- | -------------------------------------------------------------------- |
| Michael Jackson's Moonwalker (Home-pc)          | 1989      | Amiga, Amstrad CPC, Atari ST, Commodore 64, MS-DOS, MSX, ZX Spectrum |
| Michael Jackson's Moonwalker (Arcade version)   | 1990      | Arcade                                                               |
| Michael Jackson's Moonwalker (Console versions) | 1990/1991 | Mega Drive/Genesis, Master System, Game Gear                         |
| Michael Jackson: The Experience                 | 2010      | Wii, Nintendo DS, PSP                                                |
| Michael Jackson: The Experience                 | 2011      | PlayStation Move, PlayStation 3, Xbox Kinect                         |

## Tournees

### Met The Jacksons/Jackson 5
- The Jacksons Tour (1977–1978)
- Goin' Places Tour (1978)
- Destiny World Tour (1979)
- Triumph Tour (1981)
- Victory Tour (1984) – laatste tournee met Michael; nadien volgde er nog één tournee zonder hem

### Solo
- Bad World Tour (1987–1989)
- Dangerous World Tour (1992–1993)
- HIStory World Tour (1996–1997)
- This Is It (2009–2010) – geannuleerd

## Rechten
Naast de rechten van ongeveer 250 nummers van The Beatles, bezat Jackson ook (mede) rechten over diverse nummers van Eminem, Shakira, Björk, The Pointer Sisters, Beck, Sly & the Family Stone, Beyoncé en muziek van The Godfather.

## De erven Jackson
Voor de (onder meer financiële) nalatenschap van Michael Jackson is er de juridische entiteit Estate of Michael J. Jackson, de nalatenschap is dus nog niet definitief verdeeld onder de erfgenamen. De bezittingen zijn ondergebracht in de al bij leven bestaande Michael Jackson Family Trust. John Branca en John McClain vormen zowel de leiding van de Estate (als executeurs), als van de Trust (als trustees). Het vermogen gaat voor 20% naar goede doelen ten bate van kinderen, te bepalen door Michaels moeder Katherine en Branca en McClain. Voor de rest gaat het voor 1/6 deel naar elk van Michaels drie kinderen, en voor de helft naar Katherine, met dien verstande dat het restant bij haar overlijden ook verdeeld wordt over Michaels drie kinderen. Er is in het kader van de erfbelasting een dispuut met de Internal Revenue Service over de waarde van de nalatenschap op het moment van overlijden. De huidige winstgevendheid (en daarmee de waarde) kan bijvoorbeeld duiden op een reeds hoge waarde op het moment van overlijden, of op succesvol zakendoen van de executeurs na het overlijden.